# AS-SZKi
株式会社AS-SZKi（エイエススズキ、英: AS-SZKi CORPORATION）は静岡県三島市に本社を置き、建設事業・開発事業を行っていた企業。2011年7月、主たる事業は株式会社鈴木工務店に事業承継した。
2013年10月、株式会社アパマンショップリーシングにより吸収合併され解散した。

## 概要
- 本社 - 東京都中央区京橋1丁目1番5号セントラルビル
  - 旧本社は静岡県三島市八反畑117番1号
- 許認可
  - 建設業許可/静岡県知事許可（特-18）第24734号
  - 宅地建物取引業免許/国土交通大臣免許（1）第7506号
  - 一級建築士事務所登録/静岡県知事登録（4）第4274号

## 沿革
- 1958年5月 - 鈴木工務店を創業。
- 1961年1月 - 「株式会社鈴木工務店」に法人改組。
- 1993年12月22日 - 株式を店頭公開（現在のジャスダック）。
- 2007年4月 - 「株式会社AS-SZKi」に社名変更。
- 2007年6月 - ASNアセットマネジメントと合併。
- 2011年4月 - スクイーズアウト実施により、上場廃止。
- 2011年7月 - 建設事業及び開発事業を吸収分割により株式会社鈴木工務店に事業承継。
- 2013年10月 - 同じくアパマンショップホールディングスの子会社であるアパマンショップリーシングにより吸収合併され解散。

## 関連企業
- 株式会社アパマンショップホールディングス